# Kirurgiska sjukhuset

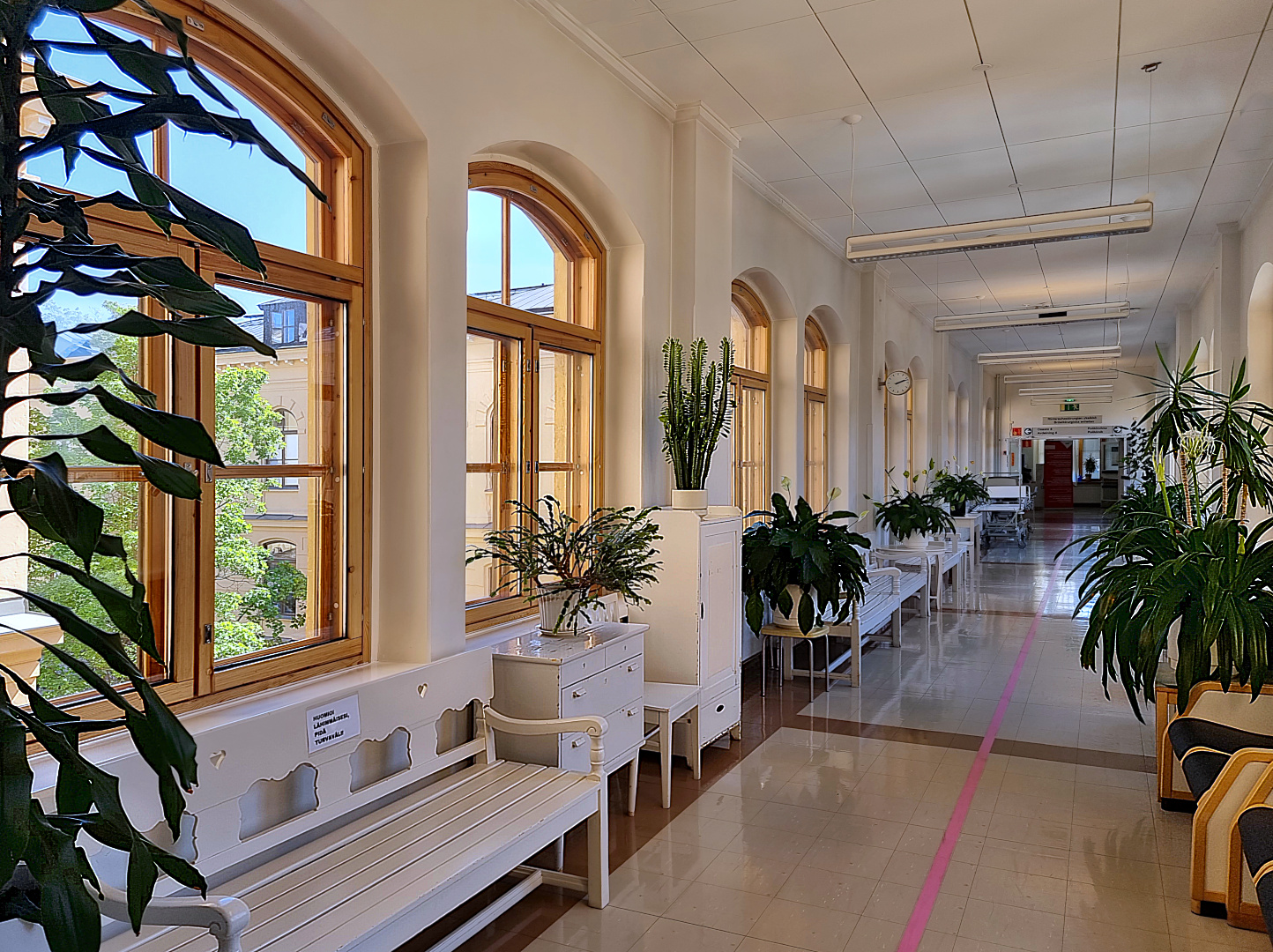
Kirurgiska sjukhusets interiör.

Kirurgiska sjukhuset, eller Kirurgen, är ett sjukhus i Helsingfors, som är del av Helsingforsregionens universitetscentralsjukhus.
Kirurgen ligger vid Kaserngatan, och granne till Observatorieberget, i stadsdelen Ulrikasborg. Det är specialiserat på bukkirurgiska sjukdomar, mun- och käksjukdomar samt kronisk njurinsufficiens. Sjukhusbyggnaden ritades huvudsakligen av Frans Sjöström och Helge Rancken på basis av prisvinnande förslag vid en arkitekttävling 1877, vilken vanns av Ludwig Bohnstedt och Sigismund Ringier. 
Kirurgen är ändstation för spårvägslinje 10 till Lillhoplax över Bortre Tölö på Helsingfors spårvägar.